# Parque Álvarez Saavedra (La Plata)
El Parque Saavedra es uno de los parques más antiguos de la ciudad de La Plata, capital de la provincia de Buenos Aires, Argentina. Está situado entre las calles 12, 14, 64, y 68.

## Historia
El primer uso que se le dio fue el de abastecer de agua potable a casi el 40% de la ciudad, con la colocación de una planta de bombeo cerca de 14 y 68. Fue construida y equipada bajo la dirección del ingeniero Carlos Dawney; su inauguración fue el 8 de marzo de 1885.
Los vecinos de este gran espacio verde de La Plata fueron los primeros que comenzaron a ornamentarlo hacia 1898, con la colocación de sauces y aromos, además del arreglo y mantenimiento de los caminos del parque.
En el sector del parque comprendido entre las calles 12, 14, 66 y 68 funciona el Jardín Botánico del Parque Saavedra, el cual fue creado en la década de 1910 por el director de Paseos y Jardines de La Plata, ingeniero agrónomo Juan Ramón de la Llosa. En 1917, el arquitecto Atilio Boveri hizo un proyecto de remodelación total del parque, el cual nunca pudo realizarse.
El Jardín Botánico fue cercado en 1938, y bautizado como "Parque Uriburu", aunque en 1949 se le restituyó a todo el parque el nombre de "Parque Saavedra".
Dentro de este predio cerrado se encuentra una casilla de madera que tiene un gran valor histórico, ya que en ella residió el ingeniero Pedro Benoit. Esta casilla estaba emplazada antiguamente cerca de 5 y 46, fue encontrada desarmada allí por Carlos Servente, quien la donó a la Municipalidad de La Plata. Su valor radica en que fue en ella donde Benoit realizó planos de algunos de los edificios más importantes de la ciudad, como la iglesia San Ponciano.
También cerca de allí está el "Rincón del Novelista", un espacio de homenaje al escritor Benito Lynch creado el 25 de abril de 1958, donde pueden verse el portón de hierro de su antigua casa (demolida) en diagonal 77 N°734.

## Actualidad
El parque cuenta con un lago (nuevamente con botes de alquiler), una pérgola o glorieta, bicisendas, una calesita, cinco áreas de juegos infantiles, dos sectores de comidas al paso, una biblioteca popular "Del otro lado del árbol", un centro cultural municipal "Espacio Benoit", y congrega múltiples actividades culturales. Los fines de semana se realiza una feria de antigüedades y artesanías sobre calle 12 y calle 68.

## Enlaces relacionados
- Plazas de La Plata
- Ciudad de La Plata